# Alice nas Cidades
Alice in den Städten (br/pt: Alice nas Cidades) é um filme alemão de 1974, dirigido por Wim Wenders, do gênero estrada.

## Estética
O filme possui uma semelhança estética com O Garoto, de Charles Chaplin, além de ter também influenciado Central do Brasil, produção de 1998, com Fernanda Montenegro, dirigido por Walter Salles.
As estéticas usadas são presentes em outros filmes de Wenders, como em Paris, Texas, em que a música e a imagem refletem a solidão e a psicologia dos personagens. O filme foi rodado em preto-e-branco.
Sua estética é marcada pelo simbolismo, parecida com A Doce Vida e Os Incompreendidos.

## Sinopse
Phil é um jovem alemão que está nos Estados Unidos escrevendo um livro, mas ao invés de escrever, apenas tira fotografias. O dono da editora para a qual Phil está produzindo manda ele registrar pontos turísticos, e não fotografar.
No meio de suas crises, Phil conhece Alice, a filha de uma mulher que o conheceu e se apaixonou por ele. Quando a mãe dela desaparece, ele faz de tudo para achá-la. Alice mostra-se imperativa com Phil, e este, desiludido e questionado pela garota se sua mãe irá voltar, vai atrás da avó de Alice na Alemanha, em um trem, sendo este o final simbólico do filme.

## Elenco
- Rüdiger Vogler  .... Philip 'Phil' Winter
- Yella Rottländer .... Alice
- Lisa Kreuzer .... Lisa
- Edda Köchl .... Angela
- Ernest Boehm .... Editor
- Sam Presti  .... Car Dealer
- Lois Moran
- Didi Petrikat
- Hans Hirschmüller
- Sibylle Baier